# أوليغ فولكوف
أوليغ فولكوف هو عازف بيانو روسي، ولد في 1958.